# Saint-Ciers-d’Abzac
Saint-Ciers-d’Abzac – miejscowość i gmina we Francji, w regionie Nowa Akwitania, w departamencie Żyronda.
Według danych na rok 1990 gminę zamieszkiwało 946 osób, a gęstość zaludnienia wynosiła 81 osób/km² (wśród 2290 gmin Akwitanii Saint-Ciers-d’Abzac plasuje się na 450. miejscu pod względem liczby ludności, natomiast pod względem powierzchni na miejscu 951.).